# الفاضل سانتو
الفاضل سانتو (ولد عام 1956) هو لاعب كرة قدم سوداني سابق. 

## مسيرته الرياضية
بدأ حياته الكروية مع فريق محلي بحي ود ازرق بمدينة ود مدني أطلق عليه اسم (العمالقة)  حيث زامل لاعب الهلال د . محمد حسين كسلا  كما تزامل في الدراسة بالمدرسة العربية بود مدني. ثم انتقل إلى فريق الاتحاد مدني العام 1969 ولعب معه ضد المريخ في المباراة التي فاز فيها الاتحاد بنتيجة 2-0.

### مع المريخ
إنتقل إلى المريخ في نفس العام الذي إنضم فيه لمعسكر المنتخب الوطني عقب فوز السودان ببطولة أمم أفريقيا في العام 1970 وكان المعسكر في فندق كيشو وعلى الرغم من أنه كان أقرب إلى الهلال بل كان يرغب في ذلك إلا أن حضور حسن النور وأبو العائلة إلى الفندق حسم موضوع تسجيله في المريخ وكان حافز تسجيله مبلغ 300 جنيه .
تم إيقافة ستة أشهر من قبل الاتحاد لانه انضم لنادي المريخ خلافا لاتفاق ناديه السابق مع الهلال. شارك في أول مباراة تنافسية مع المريخ ضد نادي الموردة وانتهت المبارة بهدفين لهدف لصالح المريخ.
تم تكريمه من قبل النادي الاجتماعي السوداني بمدينة العين في مهرجان رياضي